# Маухерит
Маухерит (рос. маухерит; англ. maucherite; нім. Maucherit m) — мінерал, арсенід нікелю.

## Загальний опис
Хімічна формула: Ni3As2.
Склад у % (з родовища Ґрюнау, Саксонія, ФРН): Ni — 48,4; As — 48,7.
Домішки: S (2,8).
Сингонія тетрагональна, дитетрагонально-дипірамідальний вид.
Форми виділення: таблитчасті, пірамідальні, масивні, радіальні, волокнисті та зернисті утворення.
Густина 8,0.
Твердість 5,5.
Колір на свіжому зламі платиново-сірий з червонуватим відтінком.
Швидко тьмяніє, набираючи червоної гри кольорів.
Риса сірувато-чорна.
Блиск металічний.
Непрозорий.
Зустрічається в гідротермальних нікелевих родовищах і в ультраосновних породах. Знаходиться разом з нікеліном, хлоантитом, самородним бісмутом, кальцитом, баритом, ангідритом та ін.
Рідкісний.
Названий за прізвищем німецького гірничого інженера В.Маухера (W.Maucher), F.Grünling, 1913.